# Holland Pop Festival

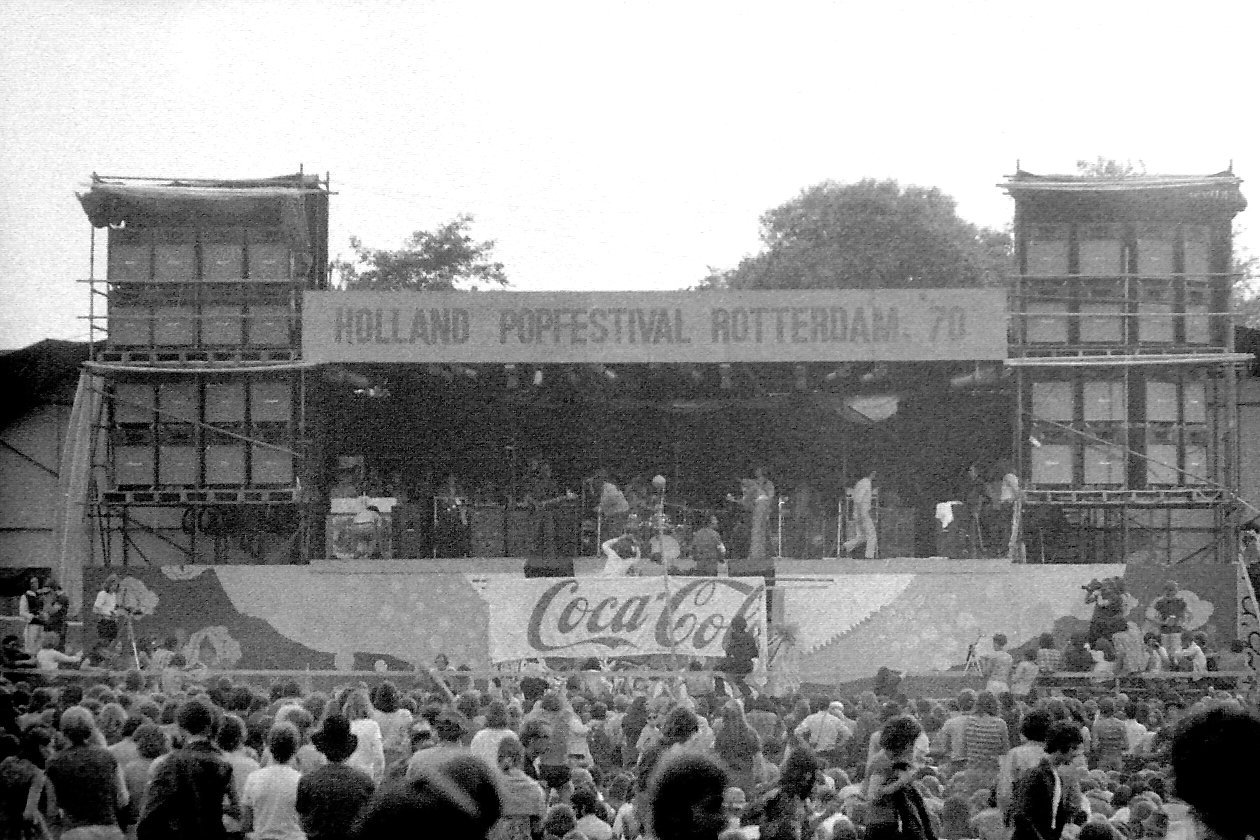
Holland Pop Festival 1970

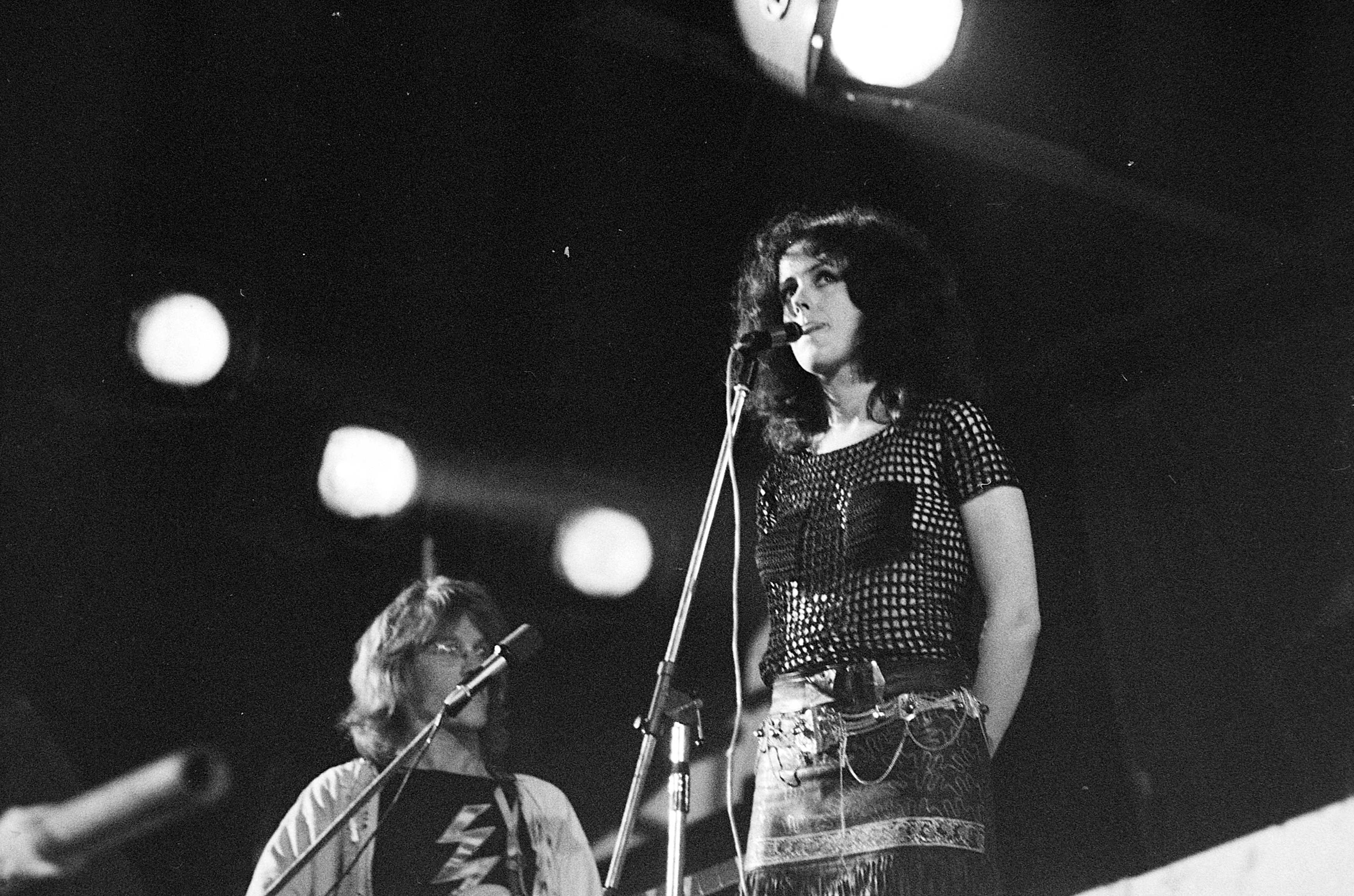
Grace Slick von Jefferson Airplane beim Auftritt auf dem Holland Pop Festival 1970

Das Holland Pop Festival, auch bekannt als Kralingen Music Festival, war ein Rock- und Popfestival, das vom 26. bis zum 28. Juni 1970 im Rotterdamer Stadtteil Kralingen in den Niederlanden stattfand.

## Geschichte
Zu den auftretenden Bands gehörten unter anderem The Byrds, T. Rex, Santana, Jefferson Airplane und als Headliner Pink Floyd. Das Festival hatte etwa 100.000 Besucher. Festivalplakate zeigen, dass das Festival auf Niederländisch als Pop Paradijs und Holland Pop Festival 70 bezeichnet wurde und dass der Hauptsponsor Coca-Cola war. Sowohl auf Englisch als auch auf Niederländisch ist das Festival auch unter dem englischen Namen Stamping Ground bekannt und wird oft als die europäische Antwort auf das Woodstock-Festival bezeichnet. Es fand ungefähr ein Jahr nach Woodstock 1969 und zwei Monate vor dem dritten Isle of Wight Festival 1970 statt.
Das Festival wurde zu einem einflussreichen Ereignis, da es sich als der eigentliche Beginn der niederländischen Toleranzpolitik gegenüber Marihuana herausstellte. Die anwesenden verdeckten Ermittler verhafteten keinen der Benutzer oder kleinen Händler, da es zu viele waren und alles friedlich verlief.
1971 erschien eine Film-Dokumentation über das Festival mit dem Titel Stamping Ground, erstellt von Hansjürgen Pohland alias Jason Pohland und George Sluizer. Der Film wurde für ein internationales Publikum gedreht und ist auch unter den Titeln Love and Music und in Deutschland Rock Fieber bekannt. Außerdem wurden der Veranstaltung mehrere Bücher und Ausstellungen gewidmet. Ein Boxset mit 3 LPs wurde 2010 veröffentlicht.
Am 21. September 2013 wurde in Kralingen ein Denkmal enthüllt, das an das erste mehrtägige Open-Air-Popfestival auf dem europäischen Kontinent erinnert.

## Auftretende Künstler
Auf der Hauptbühne traten auf:

### Freitag, 26. Juni 1970
- It’s a Beautiful Day
- Jefferson Airplane
- Stone the Crows
- Santana
- The Flock
- Canned Heat
- Hot Tuna
- Pentangle
- Quintessence
- East of Eden (angekündigt, traten jedoch nicht auf)

### Samstag, 27. Juni 1970
- The Byrds
- Family
- Dr. John the Night Tripper
- Country Joe McDonald
- Tyrannosaurus Rex
- Renaissance (angekündigt, traten jedoch nicht auf)
- Third Ear Band
- Al Stewart
- Tata Mirando Gypsy Orchestra
- CCC Folk & Blues Inc.
- Supersister

### Sonntag, 28. Juni 1970
- Mungo Jerry
- Art Ensemble of Chicago
- John Surman
- Han Bennink
- Caravan
- Fairport Convention
- Fotheringay
- Soft Machine
- Pink Floyd

## Sonstige Auftritte
Verschiedene niederländische Bands (darunter Ekseption, Focus und die Oscar Benton Blues Band) spielten in einem Zelt auf dem Gelände.

## Veröffentlichungen
- [1 DVD + 2 CD] The Dutch Woodstock. Gonzo, 2013.[5]
- [3 LP records (bootleg)] Kralingen. NL, 1970.[6]
- [Video] Stamping ground. Holland festival of music, Produktion: Wolf Schmidt, Sam Waynberg; Regie: Jason Pohland, George Sluizer[7]
- Peter Sijnke & Marcel Koopman: Kralingen. Holland Pop Festival 1970. Haarlem, Uitgeverij In de Knipscheer, 2013. ISBN 978-90-6265-813-8. Mit CD
- Peter Sijnke, Marcel Koopman & John Blaak: Holland Pop Festival 1970. Drie legendarische dagen in Kralingen. Rotterdam, Donker, 2010. ISBN 978-90-6100-641-1